# Понте Молинело (Салерно)
Понте Молинело је насеље у Италији у округу Салерно, региону Кампанија.
Према процени из 2011. у насељу је живело 29 становника. Насеље се налази на надморској висини од 82 м.